# 利布瓦灣
65°4′S 64°3′W / 65.067°S 64.050°W
利布瓦灣（Libois Bay），是南極洲的海灣，位於葛拉漢地，處於紹萊島西面，入口處在羅索角和波梅勒角之間，由法國探險隊繪入地圖，現時由南極條約體系管理。